# TrES-2b
TrES-2b, citato anche come TrES-2 e Kepler-1b, è un esopianeta la cui scoperta fu annunciata il 21 agosto 2006 come risultato delle indagini svolte utilizzando il metodo del transito nell'ambito del Trans-Atlantic Exoplanet Survey. È il secondo scoperto da tale programma.

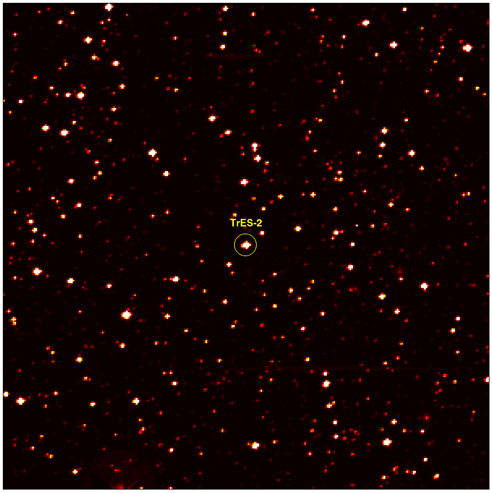
TrES-2b ripreso nella prima luce di Kepler.

Il pianeta è stato successivamente immortalato nella prima luce del telescopio spaziale Kepler ricevendo la denominazione Kepler-1b.

## Caratteristiche
TrES-2b orbita attorno a GSC 03549-02811 A, una stella nana gialla, simile al Sole, componente principale di sistema binario, posta ad oltre 700 anni luce nella costellazione del Dragone. Il pianeta orbita con una traiettoria circolare attorno alla stella madre con un periodo di circa 2,5 giorni eclissandola parzialmente nell'osservazione dalla Terra.
Ha una massa leggermente superiore a quella gioviana con un diametro, proporzionalmente, molto superiore a quello gioviano, risultando così avere una densità più bassa che comporta una forza gravitazionale sulla sua superficie inferiore a quella gioviana.
La sua caratteristica più peculiare è la bassissima albedo: con un indice di riflessione inferiore all'1% risulta essere il più scuro degli esopianeti scoperti.

## Prospetto del sistema
| Pianeta | Tipo            | Massa    | Raggio | Periodo orb. | Sem. maggiore | Scoperta |
| ------- | --------------- | -------- | ------ | ------------ | ------------- | -------- |
| TrES-2b | Gigante gassoso | 1,253 MJ | 1,169  | 2,47 giorni  | 0,03556 UA    | 2006     |